# Вулиця Гаршина (Харків)
Вулиця Гаршина — вулиця міста Харкова, розташована в Київському адміністративному районі. Починається від Чернишевської вулиці і йде на південний схід до вулиці Алчевських. Одна з найкоротших вулиць міста, її довжина лише 180 м.

## Історія і назва
Вулиця заснована в 1903 р. Колишня назва вулиці — Проєктна. В 1913 р. жителі вулиці написали заяву з клопотанням про перейменування своєї вулиці на честь письменника В. М. Гаршина, з нагоди 25 річниці його смерті. За радянських часів вулицю не перейменовували.

## Будинки

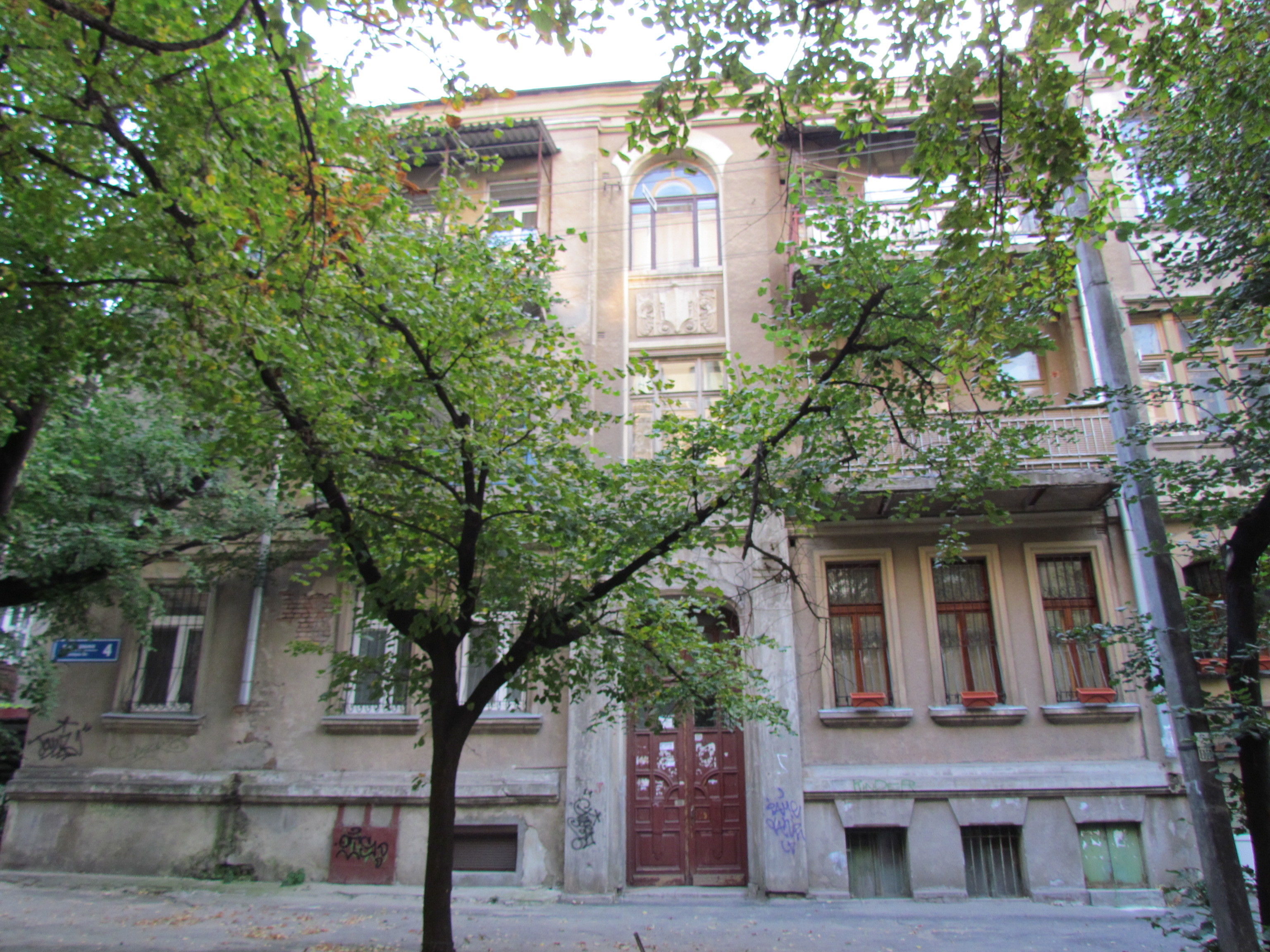
Будинок № 4

- Буд. № 4 — Пам'ятка архітектури Харкова, 1912 р., житловий будинок за проектом архітектора П. Ширшова.
- Буд. № 5/7 — Пам. арх., 1935 р., житловий будинок за проектом архітектора Н. М. Підгорного.
- Буд. № 9 — Інститут «Укрцукропроєкт» та інші установи, що мають стосунок до цукрової промисловості.